# أولاد الأصول (فلم)
أولاد الأصول فيلم مصري من إنتاج 1985 بطولة فريد شوقي، لبلبة، ومن إخراج فايق إسماعيل. وهو أول فيلم يخرجه، ولم يخرج بعده سوى فيلم الانتقام.

## قصة الفيلم
يرفض عويس بيع أرضه بالرغم من مروره بضائقة مادية شديدة، في الوقت ذاته تترك لولا الشاب مسعود وتتزوج من شاكر الثري بالرغم من حب مسعود لها. ومع سفر عويس لأداء فريضة الحج وعدم عودته بعد مرور أربع سنوات يعتبره الجميع مفقودًا، فيتمكن مسعود من بيع الأرض وبناء عمارات سكنية عالية ويصبح مليونيرًا ويتزوج من ناهد، وبعد فترة يعود عويس محاولًا إثبات حقه واسترداد أرضه.

## فريق عمل تمثيل
| - فريد شوقي: عويس - لبلبة: ناهد - إيمان: لولا - صلاح السعدني: مسعود - سمر الشيخ: فوزيه - كمال حسين: شاكر - عمر ناجي - عدوي غيث: الحاج صالح. | - علية علي - نعيم عيسى - سونيا محمود - رويدا - حسن الأنور - مصطفى كمال طلبة - سوسو مصطفى: راقصة - محمد الملواني | - مجدي سعيد - شفيق الشايب: القاضي - سمير رستم - عنايات صالح - عبد الحميد أنيس: ضابط شرطة - عزت المشد: المحامي - سيد دعبس |

## طاقم العمل
إخراج: فايق إسماعيل
- تأليف: فايق إسماعيل
- وسيناريو وحوار : فايق إسماعيل
- مونتاج: محمد الطباخ
- مدير التصوير: علي خير ألله.[8]